# 基里尔·基洛夫
基里尔·安东诺夫·基洛夫（2000年2月19日—），保加利亚男子射击运动员，2018年夏季青年奥运会混合团体10米气手枪金牌得主、2022年欧洲10米射击锦标赛混合团体10米气手枪银牌得主、2023年世界射击锦标赛男子10米气手枪铜牌得主。